# Shakti Gawain
Carol Louise Gawain, dite Shakti Gawain, née le 30 septembre 1948 à Trenton (New Jersey) et morte le 11 novembre 2018, est une écrivain américaine dont les ouvrages abordent le développement personnel.
Elle est de tendance New Age et parfois considérée comme une des pionnières en ce domaine.

## Biographie
Shakti Gawain est issue d'une famille athée, bien que sa grand-mère soit quaker. Elle entreprit un voyage initiatique en Inde. Shakti est un surnom que lui a donné un ami, Marc Allen.
Elle vivait aux États-Unis avec son mari, Jim Burns, à Mill Valley en Californie.

## Publications
En français :
- Vivez dans la lumière, éditions le Souffle d'or  (ISBN 0-931432-14-6)
- Techniques de visualisation créatrice
- Le chemin de la transformation
- Comment développer son intuition
- Retour au jardin

Ces ouvrages ont été traduits dans plus de 30 langues.